# Capacitancia cuántica
La capacitancia cuántica, también llamada condensación cuántica o capacitancia química y capacitancia electroquímica {\displaystyle C_{\bar {\mu }}}, es una cantidad presentada por primera vez por Serge Luryi (1988) y se define como la variación de carga eléctrica {\displaystyle q}, respecto a la variación de potencial electroquímico {\displaystyle {\bar {\mu }}}. Por ejemplo: {\displaystyle C_{\bar {\mu }}={\frac {dq}{d{\bar {\mu }}}}}.
En el ejemplo más sencillo, si se hace un condensador de placas paralelas donde una o ambas placas tiene una densidad baja, la capacitancia no es dada por la fórmula normal para condensador eléctrico de placas paralelas, {\displaystyle C_{e}}. En cambio, la capacitancia es más baja, como si  hubiera otro condensador en serie, {\displaystyle C_{q}}. Este segundo condensador, relacionado con la densidad de estados de las placas, es el la capacitancia cuántica y está representada por {\displaystyle C_{q}}. La capacitancia equivalente se llama capacitancia electroquímica {\displaystyle {\frac {1}{C_{\bar {\mu }}}}={\frac {1}{C_{e}}}+{\frac {1}{C_{q}}}}.
La capacitancia cuántica es especialmente importante en sistemas de baja densidad de estados, como un sistema electrónico bidimensional en una superficie semiconductora o grafeno y puede construir una energía experimental funcional de densidad de electrón.

## General
Cuándo un voltímetro se usa para medir un dispositivo electrónico, este no mide el potencial eléctrico puro (también llamado potencial de Galvani). Sino que mide el potencial electroquímico, el cual es la diferencia de energía libre total por electrón, incluyendo no solo su energía potencial eléctrica sino todas las fuerzas e influencias en cada electrón (como en la función de onda de la energía cinética). Por ejemplo, una unión PN en equilibrio, tiene potencial de Galvani (implícito) en la unión, pero el «voltaje» que pasa por él es cero (es decir, que un voltímetro mediría cero voltaje).
En un condensador, hay una relación entre carga y voltaje, {\displaystyle Q=CV}. Como se ha explicado arriba, podemos dividir el voltaje a dos piezas: el potencial de Galvani y todo lo demás.
En un condensador tradicional de metal, aislante y metal, el potencial de Galvani es la única contribución relevante. Por lo tanto, la capacitancia se puede calcular mediante la ley de Gauss.

## Teoría
Si tomamos un condensador con un lado de metal densidad de estados esencialmente infinita. El otro lado es de baja densidad, con densidad de estados {\displaystyle \rho }. La capacitancia geométrica es {\displaystyle C_{\text{geom}}}.
Ahora supongamos que se mueven N electrones (una carga de {\displaystyle Q=Ne}) del metal al material de baja densidad. El potencial de Galvani cambia por {\displaystyle \Delta V_{\text{galvani}}=Q/C_{geom}}. Además, el potencial químico interno de los electrones en el condensador cambia a {\displaystyle \Delta \mu _{\text{internal}}=N/\rho =Q/(\rho e)}, que equivale a un cambio de voltaje de {\displaystyle \Delta V_{\text{quantum}}=(\Delta \mu _{\text{internal}})/e=Q/(\rho e^{2})}.

El cambio de voltaje total es la suma de estas dos contribuciones. Por tanto, el efecto total es como si hubiera dos condensadores en serie: La capacitancia convencional relacionada con la geometría (calculado por la ley de Gauss) y la «capacitancia cuántico» relacionada con la densidad de estados. Lo último es:
| {\displaystyle C_{\text{quantum}}=\rho e^{2}} |En el caso de un condensador normal con dispersión parabólica,
{\displaystyle C_{\text{quantum}}={\frac {g_{v}m^{*}e^{2}}{\pi \hbar ^{2}}}}
donde {\displaystyle g_{v}} es el factor de degeneración, y m* es la masa efectiva.

## Utilización
La capacitancia cuántica del grafeno es necesaria para entender el modelado de grafeno cerrado. Es también necesario para los nanotubos de carbono.
En el modelado y el análisis de celdas de placas solares Graetzel, la capacitancia cuántica de una nanopartícula de electrodo de TiO2 sintetizado es un efecto importante, cuando se describe en el trabajo de Juan Bisquert.
Los condensadores cuánticos tienen una función importante al analizar en detalle los supercondensadores.